# Молитвино (Усвятский район)
Молитвино — деревня в южной части Усвятского района Псковской области. Входит в состав сельского поселения «Усвятская волость».
Расположена в 16 км к югу от райцентра Усвяты, на западном побережье озера Молитвино, юго-восточнее Усвятского озера.

## Население
Численность населения составляет 22 жителя (2000 год).

## История
До 3 июня 2010 года деревня входила в состав ныне упразднённой Чеснорской волости.